# Rue Dulac
Rue Dulac är en gata i Quartier Necker i Paris femtonde arrondissement. Gatan är uppkallad efter en viss monsieur Dulac, som ägde den mark, på vilken gatan anlades. Rue Dulac börjar vid Rue de Vaugirard 157 och slutar vid Rue Falguière 24.

## Omgivningar
- Saint-Jean-Baptiste-de-La-Salle
- Chapelle Saint-Bernard-de-Montparnasse
- Chapelle Notre-Dame-du-Lys
- Impasse de l'Enfant-Jésus
- Impasse Ronsin
- Rue Dalou

## Bilder
| - Rue Dulac. - Gatuskylt. - Saint-Jean-Baptiste-de-La-Salle. |

## Kommunikationer
- Tunnelbana – linjerna   – Pasteur
- Tunnelbana – linje  – Falguière
- Busshållplats Pasteur – Falguière – Paris bussnät

### Webbkällor
- ”Rue Dulac”. Mairie de Paris. https://web.archive.org/web/20160303192633/http://www.v2asp.paris.fr/commun/v2asp/v2/nomenclature_voies/Voieactu/3003.nom.htm. Läst 5 december 2023.
- ”Rue Dulac (15ème arrondissement)”. Les rues de Paris. https://web.archive.org/web/20160409001603/http://www.parisrues.com/rues15/paris-15-rue-dulac.html. Läst 5 december 2023.